# Maria Ozawa
Maria Ozawa (în japoneză 小澤 マリア; n. 8 ianuarie 1986, Hokkaidō) este o fostă actriță porno japoneză (AV-idol), acum actriță și fotomodel.

## Biografie

### Copilărie și adolescență
Ozawa s-a născut la 8 ianuarie 1986 în Hokkaidō, în familia unui canadian francez și a unei japoneze. A frecventat școala pentru copii ai mariajelor de rasă mixtă, unde a însușit la perfecție limba engleză. La școală, Ozawa juca hochei pe iarbă și mergea la karaoke după ore. Conform spuselor ei, a început viața sexuală la 13 ani și știa peste 48 de poziții sexuale, pe care le-a însușit dintr-o carte cumpărată de sine stătător.
Încă fiind elevă, s-a filmat la 16 ani într-un clip de publicitate a „DARS Chocolate” împreună cu duetul de muzică pop KinKi Kids..

### Cariera porno
Ozawa a aflat de industria porno prin vizionarea unor filme aparținând fratelui unui cunoscut de-al său. Debutul în cinematografia porno l-a avut în 2005, la 19 ani.
În 2011, revista Complex a clasat-o pe locul 7 în topul celor mai fierbinți 50 de actrițe porno asiatice din toate timpurile.

## Viață personală
Ozawa este pasionată de jocurile video; ea are un Nintendo DS Lite și un PlayStation 2. Se manifestă destul de deschis în discuțiile despre viața personală. Ea menține un blog din anul 2005, unde oferă detalii despre viața personală prin mesaje textuale și video.